# Marek Brzeziński (dziennikarz)
Marek Brzeziński (ur. 4 stycznia 1955 w Łodzi) – polski dziennikarz prasowy i radiowy, wykładowca akademicki.
Absolwent psychologii i anglistyki na Uniwersytecie Łódzkim, doktor nauk humanistycznych na Uniwersytecie Gdańskim, absolwent Akademii Kulinarnej Le Cordon Bleu. Przez 21 lat był związany z Uniwersytetem Schillera w Paryżu, gdzie wykładał psychologię i antropologię kultury.
W latach 1995–2020 korespondent Polskiego Radia w Paryżu, a wcześniej od lat 70. współpracownik francuskiej rozgłośni RFI oraz BBC. Dawny współpracownik Radia Łódź i autor reportaży z podróży po Europie dla Voyage, Rzeczpospolitej i Twojego Stylu. Autor dwóch książek – o Nicolasie Sarkozym „Polityk i gwiazda mediów” oraz „Kulisy Kulinarnej Akademii” o francuskiej kuchni regionalnej. Od lat 90. współpracuje z Polskim Radiem Chicago, od 2020 roku współpracownik Radia 357 oraz Deutsche Welle. Felietonista „Angory” oraz „W drodze”, wykładowca Uniwersytetu Łódzkiego.
W 2021 uhonorowany tytułem „Wybitny Polak” we Francji w kategorii kultura.